# Myricaceae
Myricaceae este o familie ce conține specii de arbori și arbuști din ordinul Fagales. Familia cuprinde trei genuri, deși unii botaniști separă speciile de Myrica într-un al patrulea gen, Morella. Cam 25 de specii fac parte din Myrica, una din Canacomyrica și una din Comptonia.
Genuri:
- Canacomyrica
- Comptonia
- Morella
- Myrica